# Spinotarsus lanceolatus
Spinotarsus lanceolatus är en mångfotingart som beskrevs av Kraus 1966. Spinotarsus lanceolatus ingår i släktet Spinotarsus och familjen Odontopygidae. Inga underarter finns listade i Catalogue of Life.